# Эйбелл 39
Эйбелл 39, иногда неправильно Абель 39 (англ. Abell 39) — планетарная туманность, примечательная своей практически идеальной сферической формой. Диаметр сферы составляет около 5 световых лет, толщина световой оболочки около трети светового года. Расстояние до туманности находящейся в созвездии Геркулеса оценивается в 7000 световых лет. Туманность носит имя американского астронома Джорджа Эйбелла (фамилию астронома иногда неправильно транскрибируют на русский как Абель) открывшего её в 1966 году, известного составлением каталога из 2712 скоплений галактик, Эйбелл также составил каталог планетарных туманностей с малой поверхностной яркостью.
Центральная звезда, связанная с туманностью, смещена относительно центра сферы на угловое расстояние около 2″ (или 0,1 св. г.). Это смещение пока не имеет чёткого научного объяснения, однако предполагается, что оно обусловлено небольшой асимметрией масс при взрыве звезды. Видимая звёздная величина звезды 15,5m±0,2. Масса звезды составляет около 0,61 M☉, масса газа туманности оценивается ещё в 0,6 M☉. Наблюдается также и заметная несимметричность яркости частей туманности — противоположные края газовой оболочки имеют расхождение по яркости в 50%, на виде в плане также заметны неоднородности яркости диска.
Согласно произведённым оценкам, взрыв звезды произошёл 22100+1700
−1500 лет назад со скоростью разлетания оболочки 32—37 км/с. Оболочка достаточно прозрачна в оптическом диапазоне и сквозь неё наблюдаются расположенные далее звёзды и галактики.